# Regional District of North Okanagan
Der Regional District of North Okanagan ist ein Bezirk in der kanadischen Provinz British Columbia. Er ist 7.502,60 km² groß und zählt 84.354 Einwohner (2016). Beim Zensus 2011 wurden nur 81.237 Einwohner ermittelt. Hauptort ist Coldstream.

## Administrative Gliederung

### Städte und Gemeinden
| Ort          | Status                | Bevölkerung |
| Armstrong    | City                  | 5.114       |
| Coldstream   | District municipality | 10.648      |
| Enderby      | City                  | 2.964       |
| Lumby        | Village               | 1.833       |
| Spallumcheen | District municipality | 5.106       |
| Vernon       | City                  | 40.116      |

### Gemeindefreie Gebiete
- North Okanagan B
- North Okanagan C
- North Okanagan D
- North Okanagan E
- North Okanagan F